# John Travolta

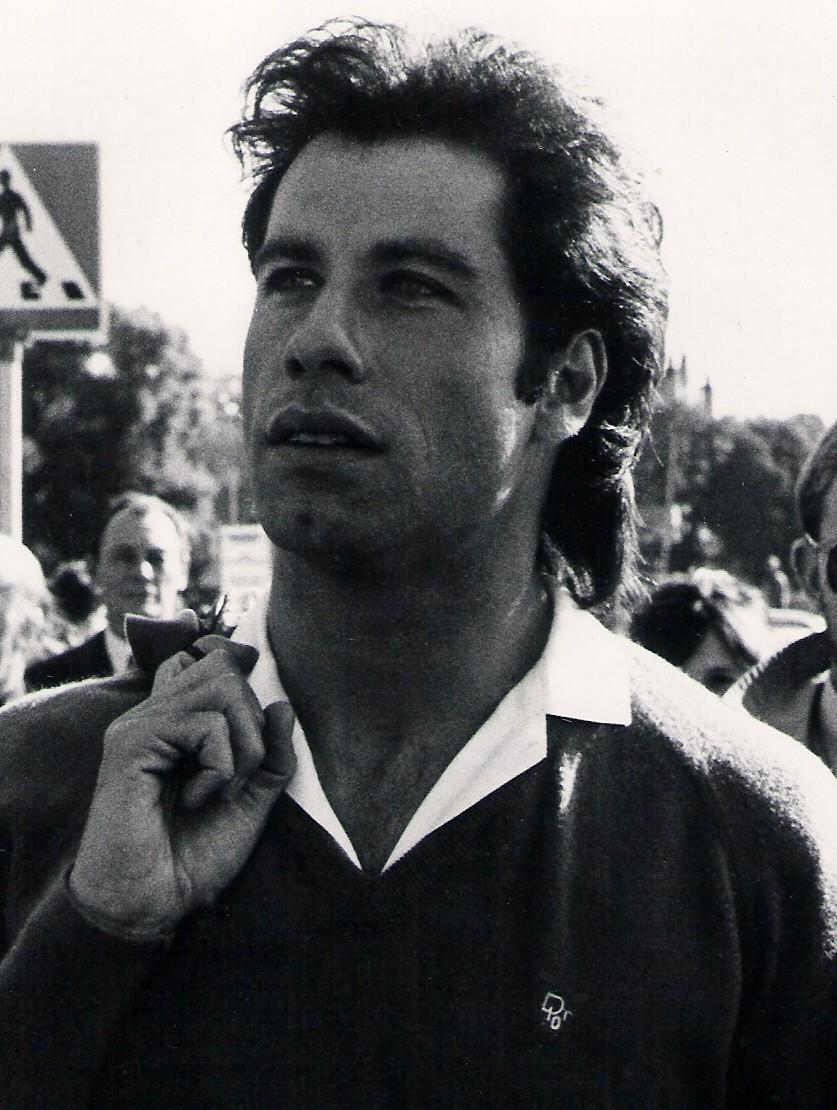
John Travolta in 1983

John Joseph Travolta (Englewood (New Jersey), 18 februari 1954) is een Amerikaans acteur en voormalig danser.

## Carrière
Travolta raakte bekend door de sitcom Welcome Back, Kotter in 1975, maar brak eind jaren zeventig door met de films Saturday Night Fever en Grease. Dat was op het hoogtepunt van het discotijdperk. Daarna ging het minder goed met zijn carrière. In 1989 kreeg hij opnieuw succes met de film Look Who's Talking, maar de twee opvolgers hiervan werden niet zo populair. Zijn grote comeback kwam toen hij de rol van Vincent Vega kreeg in de film Pulp Fiction van Quentin Tarantino. Voor die rol kreeg hij een Oscar-nominatie.
Daarna speelde hij in onder meer Get Shorty en Face/Off, maar ook nog een aantal minder bekende films.
Hij speelde in 2000 de hoofdrol in de film Battlefield Earth, waarvan hijzelf ook de producer was. Dit is een verfilming van een sciencefictionboek van L. Ron Hubbard. Hubbard was de stichter van Scientology waar Travolta lid van is. De film kreeg echter slechte kritieken.
Travolta was tot aan haar overlijden in 2020 getrouwd met de actrice Kelly Preston en kreeg met haar drie kinderen, twee zoons en een dochter. Op 2 januari 2009 overleed hun oudste zoon, die toen zestien jaar oud was. Deze leed al enkele jaren aan de ziekte van Kawasaki, had al verschillende keren een toeval gehad, toen dit hem tijdens een vakantie met zijn familie op de Bahama's weer overkwam. Hij kon niet meer gereanimeerd worden en stierf ter plekke.

## Religie
Travolta is een aanhanger van de Scientologybeweging. Hij bekeerde zich in 1975 nadat hij een exemplaar van het boek Dianetics gekregen had tijdens de opnames van de film The Devil's Rain in Mexico.

## Discografie

### Albums
| Album met eventuele hitnotering(en) in de Nederlandse Album Top 100 | Datum van verschijnen | Datum van binnenkomst | Hoogste positie | Aantal weken | Opmerkingen       |
| ------------------------------------------------------------------- | --------------------- | --------------------- | --------------- | ------------ | ----------------- |
| Grease: The Original Soundtrack from the Motion Picture             | 1978                  | 24-06-1978            | 1(14wk)         | 112          | Soundtrack Grease |
| John Travolta                                                       | 1976                  | 16-12-1978            | 3               | 11           |                   |

| Album met hitnotering(en) in de Vlaamse Ultratop 200 albums | Datum van verschijnen | Datum van binnenkomst | Hoogste positie | Aantal weken | Opmerkingen            |
| ----------------------------------------------------------- | --------------------- | --------------------- | --------------- | ------------ | ---------------------- |
| This Christmas                                              | 2012                  | 22-12-2012            | 195             | 1            | met Olivia Newton-John |

### Singles
| Single met eventuele hitnotering(en) in de Nederlandse Top 40 | Datum van verschijnen | Datum van binnenkomst | Hoogste positie | Aantal weken | Opmerkingen                                                                      |
| ------------------------------------------------------------- | --------------------- | --------------------- | --------------- | ------------ | -------------------------------------------------------------------------------- |
| You're the One That I Want                                    | 1978                  | 03-06-1978            | 1(9wk)          | 22           | met Olivia Newton-John / Nr. 1 in de Nationale Hitparade / Hit van het jaar 1978 |
| Summer Nights                                                 | 1978                  | 23-09-1978            | 2               | 11           | met Olivia Newton-John / Nr. 1 in de Nationale Hitparade / Alarmschijf           |
| Greased Lightnin'                                             | 1978                  | 14-10-1978            | 6               | 9            | Nr. 4 in de Nationale Hitparade                                                  |
| Sandy                                                         | 1978                  | 25-11-1978            | 6               | 7            | Nr. 5 in de Nationale Hitparade / Alarmschijf                                    |
| Big Trouble                                                   | 1979                  | 13-01-1979            | tip20           | -            | Nr. 42 in de Nationale Hitparade                                                 |
| Grease Megamix                                                | 1991                  | 16-02-1991            | 3               | 13           | met Olivia Newton-John / Nr. 3 in de Nationale Top 100                           |
| Grease - The Dream Mix                                        | 1991                  | 27-04-1991            | 14              | 6            | met Olivia Newton-John & Frankie Valli / Nr. 11 in de Nationale Top 100          |
| You're the One That I Want                                    | 1998                  | 11-07-1998            | tip4            | -            | met Olivia Newton-John / Nr. 62 in de Mega Top 100 / re-entry                    |

| Single met hitnotering(en) in de Vlaamse Ultratop 50 | Datum van verschijnen | Datum van binnenkomst | Hoogste positie | Aantal weken | Opmerkingen                            |
| ---------------------------------------------------- | --------------------- | --------------------- | --------------- | ------------ | -------------------------------------- |
| You're the One That I Want                           | 1978                  | 10-06-1978            | 1(9wk)          | 21           | met Olivia Newton-John                 |
| Summer Nights                                        | 1978                  | 30-09-1978            | 1(1wk)          | 12           | met Olivia Newton-John                 |
| Greased Lightnin'                                    | 1978                  | 04-11-1978            | 5               | 7            |                                        |
| Sandy                                                | 1978                  | 25-11-1978            | 7               | 12           |                                        |
| Big Trouble                                          | 1979                  | 27-01-1979            | 22              | 2            |                                        |
| Grease Megamix                                       | 1991                  | 16-02-1991            | 8               | 13           | met Olivia Newton-John                 |
| Grease - The Dream Mix                               | 1991                  | 11-05-1991            | 28              | 5            | met Olivia Newton-John & Frankie Valli |
| You're the One That I Want                           | 1998                  | 29-08-1998            | 33              | 5            | met Olivia Newton-John                 |

### NPO Radio 2 Top 2000
| Nummers met noteringen in de NPO Radio 2 Top 2000   | '99 | '00  | '01  | '02  | '03  | '04  | '05  | '06  | '07  | '08  | '09  | '10  | '11 | '12  | '13-'21 | '22  |
| --------------------------------------------------- | --- | ---- | ---- | ---- | ---- | ---- | ---- | ---- | ---- | ---- | ---- | ---- | --- | ---- | ------- | ---- |
| Greased Lightnin'                                   | -   | 1168 | 1500 | 1473 | 1735 | 1463 | 1711 | 1502 | -    | 1815 | -    | -    | -   | -    | -       | -    |
| Sandy (John Travolta)                               | -   | 1739 | 1683 | -    | -    | -    | -    | -    | -    | -    | -    | -    | -   | -    | -       | -    |
| Summer Nights (met Olivia Newton-John)              | -   | 767  | 1170 | 1459 | 1599 | 1453 | 1807 | 1685 | -    | 1838 | -    | -    | -   | -    | -       | -    |
| You're the One That I Want (met Olivia Newton-John) | 306 | 474  | 812  | 876  | 1293 | 1045 | 1290 | 1095 | 1866 | 1233 | 1816 | 1938 | -   | 1835 | -       | 1795 |

1. ↑  Een '-' betekent dat het nummer niet was genoteerd en een vetgedrukt getal geeft de hoogste notering van een nummer aan.
2. ↑  Deze tabel is bijgewerkt tot en met de laatste editie (2024).

### Dvd's
| Dvd met hitnoteringen in de Nederlandse DVD Music Top 30 | Datum van verschijnen | Datum van binnenkomst | Hoogste positie | Aantal weken | Opmerkingen                          |
| -------------------------------------------------------- | --------------------- | --------------------- | --------------- | ------------ | ------------------------------------ |
| Grease (20th Anniversary Edition)                        | 1999                  | 22-05-1999            | 2               | 2            | met onder anderen Olivia Newton-John |

## Televisie
- The Tenth Level (1975)
- Welcome Back, Kotter (van 1975-1978)
- The Boy in the Plastic Bubble (1976)
- Basement (1987)
- Chains of Gold (1991) (Travolta was ook de schrijver van deze televisieserie)
- The People v. O.J. Simpson: American Crime Story (2016) (Netflix-serie, tevens producer)